# Bo-Bo
“Bo-Bo”或“Bo'Bo'”，是國際鐵路聯盟（UIC）定義的鐵路機車車輛軸式之一，每輛機車擁有兩副轉向架，每轉向架擁有兩軸，每軸由一台獨立的牽引電動機驅動。這種軸式常見於快速客運機車上。
例子有西門子製造的EuroSprinter車系、日本的DD/ED型、中國国铁的韶山8型、台灣鐵路管理局的E100型、E1000型等。